# Chang Hye-jin
Dans ce nom coréen, le nom de famille, Chang, précède le nom personnel.
Chang Hye-jin, née le 13 mai 1987 à Daegu, est une archère sud-coréenne. Double championne olympique surprise aux Jeux de Rio de 2016, elle devient vice-championne du monde de tir à l'arc à Mexico en 2017.

## Biographie
Née à Daegu en 1987, une ville du sud-est de la Corée du Sud, Chang Hye-jin fait ses débuts au tir à l'arc en 1998 à l'âge de 11 ans. Adolescente, elle est trop petite, pas assez forte et ne pense pas à devenir professionnelle. Lors de ses études universitaires à Seoul, elle commence à jouer des compétitions nationales. Participante à l'Universiade d'été de 2009 à Belgrade, elle remporte sa première compétition internationale. Lors des deux années suivantes, en 2010 et 2011, Hye-jin manque la sélection en équipe nationale de peu. De retour en compétition internationale en 2012, elle échoue de se qualifié aux Jeux olympiques d'été de 2012. En 2013, elle remporte les épreuves de tir à l'arc classique par équipe lors des championnats du monde.
Aux Jeux olympiques d'été de 2016, Chang Hye-jin remporte le tournoi individuel féminin en battant l'Allemande Lisa Unruh en finale sur le score de 6 à 2,,. Numéro 2 mondiale, elle bat sa compatriote Ki Bo-Bae, no 3, en demi-finale. Après ce succès, elle fait la couverture digitale de Vogue en Corée du Sud, et est nommée athlète de l'année 2016 en Corée du Sud.

## Palmarès
- Jeux olympiques
  -  Médaille d'or à l'épreuve par équipe femme aux Jeux olympiques d'été de 2016 à Rio de Janeiro (avec Ki Bo-bae et Choi Mi-sun).
  -  Médaille d'or à l'épreuve féminine aux Jeux olympiques d'été de 2016 à Rio de Janeiro.

- Championnats du monde[3]
  -  Médaille d'or à l'épreuve par équipe femme aux championnats du monde 2013 à Antalya (avec Ki Bo-bae et Yun Ok-hee).
  -  Médaille d'argent à l'épreuve individuelle femme aux championnats du monde de 2017 à Mexico.
  -  Médaille d'or à l'épreuve par équipe femme aux championnats du monde de 2017 à Mexico (avec Kang Chae-young et Choi Mi-sun).

- Coupe du monde[3]
  -  Médaille d'or à l'épreuve par équipe femme à la coupe du monde 2012 de Shanghai.
  -  Médaille de bronze à l'épreuve par équipe mixte à la coupe du monde 2013 de Shanghai.
  -  Médaille de bronze à l'épreuve par équipe femme à la coupe du monde 2013 de Shanghai.
  -  Médaille d'or à l'épreuve par équipe femme à la coupe du monde 2013 de Antalya.
  -  Médaille d'argent à l'épreuve par équipe femme à la coupe du monde 2013 de Wrocław.
  -  Médaille de bronze à l'épreuve par équipe femme à la coupe du monde 2014 de Medellín.
  -  Médaille d'argent à l'épreuve par équipe femme à la coupe du monde 2014 de Antalya.
  -  Médaille d'or à l'épreuve individuel femme à la coupe du monde 2014 de Antalya.
  -  Médaille d'argent à l'épreuve par équipe femme à la coupe du monde 2015 de Antalya.
  -  Médaille d'or à l'épreuve par équipe mixte à la coupe du monde 2015 de Antalya.
  -  Médaille d'or à l'épreuve par équipe femme à la coupe du monde 2016 de Medellín.
  -  Médaille d'argent à l'individuelle femme à la coupe du monde 2017 de Shanghai.
  -  Médaille d'argent à l'épreuve par équipe mixte à la coupe du monde 2017 de Shanghai.
  -  Médaille d'or à l'épreuve par équipe mixte à la coupe du monde 2017 de Salt Lake City.
  -  Médaille d'or à l'épreuve individuelle femme à la coupe du monde 2017 de Salt Lake City.
  -  Médaille d'argent à l'épreuve par équipe femme à la coupe du monde 2017 de Salt Lake City.
  -  Médaille d'or à l'épreuve par équipe femme à la coupe du monde 2017 de Berlin.
  -  3e à la Coupe du monde à l'épreuve individuelle femme à la coupe du monde 2017 à Rome.
  -  Coupe du monde à l'épreuve par équipe mixte à la coupe du monde 2017 à Rome.
  -  Médaille d'or à l'épreuve individuelle femme à la coupe du monde 2018 de Shanghai.
  -  Médaille d'or à l'épreuve par équipe mixte à la coupe du monde 2018 de Shanghai.
  -  Médaille d'or à l'épreuve par équipe femme à la coupe du monde 2018 de Shanghai.
  -  Médaille d'argent à l'épreuve individuelle femme à la coupe du monde 2018 de Antalya.
  -  Médaille d'argent à l'épreuve par équipe mixte à la coupe du monde 2018 de Antalya.
  -  Médaille d'or à l'épreuve par équipe femme à la coupe du monde 2018 de Antalya.

- Coupe du monde en salle[3]
  -  3e à la Coupe du monde en salle de 2016 à Las Vegas.

- Universiade[3]
  -  Médaille d'or à l'épreuve par équipe femme aux Universiade d'été de 2009 de Belgrade.

- Championnats d'Asie[3]
  -  Médaille d'argent à l'épreuve individuel femme aux Championnats d'Asie de 2015 de Bangkok.
  -  Médaille d'or à l'épreuve par équipe femme aux Championnats d'Asie de 2015 de Bangkok.
  -  Médaille d'argent à l'épreuve par équipe mixte aux Championnats d'Asie de 2015 de Bangkok.

- Jeux asiatiques[3]
  -  Médaille d'argent à l'épreuve individuel femme aux Jeux asiatiques de 2014 de Incheon.